# Sida parvifolia
Sida parvifolia är en malvaväxtart som beskrevs av Dc.. Sida parvifolia ingår i släktet sammetsmalvor, och familjen malvaväxter. Inga underarter finns listade i Catalogue of Life.